# Делфос (Огайо)
Делфос (англ. Delphos) — місто (англ. city) в США, в округах Аллен і Ван-Верт штату Огайо. Населення — 7117 осіб (2020).

## Географія
Делфос розташований за координатами 40°50′52″ пн. ш. 84°20′11″ зх. д. / 40.84778° пн. ш. 84.33639° зх. д. (40.847671, -84.336486).  За даними Бюро перепису населення США в 2010 році місто мало площу 9,01 км², з яких 8,90 км² — суходіл та 0,11 км² — водойми.

## Демографія
Згідно з переписом 2010 року, у місті мешкала 7101 особа в 2893 домогосподарствах у складі 1865 родин. Густота населення становила 788 осіб/км².  Було 3137 помешкань (348/км²).
Расовий склад населення:
| - 97,5 % — білих - 0,4 % — чорних або афроамериканців - 0,2 % — корінних американців - 0,2 % — азіатів |

До двох чи більше рас належало 1,3 %. Частка іспаномовних становила 1,8 % від усіх жителів.
За віковим діапазоном населення розподілялося таким чином: 24,6 % — особи молодші 18 років, 58,3 % — особи у віці 18—64 років, 17,1 % — особи у віці 65 років та старші. Медіана віку мешканця становила 38,6 року. На 100 осіб жіночої статі у місті припадало 94,5 чоловіків;  на 100 жінок у віці від 18 років та старших — 90,5 чоловіків також старших 18 років.
Середній дохід на одне домашнє господарство  становив 53 244 долари США (медіана — 44 049), а середній дохід на одну сім'ю — 63 263 долари (медіана — 58 315). Медіана доходів становила 40 625 доларів для чоловіків та 31 207 доларів для жінок. За межею бідності перебувало 11,2 % осіб, у тому числі 13,0 % дітей у віці до 18 років та 9,6 % осіб у віці 65 років та старших.
Цивільне працевлаштоване населення становило 3445 осіб. Основні галузі зайнятості: виробництво — 31,8 %, освіта, охорона здоров'я та соціальна допомога — 21,0 %, роздрібна торгівля — 9,8 %, науковці, спеціалісти, менеджери — 6,5 %.